# Chororó-de-goiás
Formigueiro-do-bananal ou chororó-de-goiás (Cercomacra ferdinandi) é uma espécie de ave da família Thamnophilidae.
É endémica do Brasil, encontrada do Goiás ao Pará, no vale do rio Araguaia.
Os seus habitats naturais são: florestas subtropicais ou tropicais húmidas de baixa altitude e matagal húmido tropical ou subtropical.